# 中村短蛇鯖
中村短蛇鯖為輻鰭魚綱鱸形目鯖亞目蛇鯖科的其中一種，分布於印度西太平洋區，包括模里西斯、日本、夏威夷群島、印尼等海域，棲息深度340-370公尺，體長可達38公分，棲息在中底層水域，屬肉食性。

## 擴展閱讀
維基物種上的相關：中村短蛇鯖